# Vương Ý
Vương Ý (chữ Hán: 王懿, 367 – 438) hay Vương Trọng Đức (王仲德) là tướng lãnh, khai quốc công thần nhà Lưu Tống thời Nam Bắc triều trong lịch sử Trung Quốc.

## Thân thế
Gia đình họ Vương tự nhận là thành viên sĩ tộc họ Vương ở huyện Kỳ quận Thái Nguyên , hậu duệ của U Châu thứ sử Vương Mậu, em trai tư đồ Vương Doãn nhà Đông Hán, đến Ý là cháu đời thứ 7.  
Ông nội là Vương Hoành, được làm quan nhà Hậu Triệu; cha là Vương Miêu, được làm quan nhà Tiền Tần. Ông, cha của Ý đều được nhận mức lương 2000 thạch/năm.  

## Khởi đầu
Ông tên Ý, tự Trọng Đức, từ nhỏ tỏ ra thâm trầm, cẩn thận, có mưu lược, tinh thông thuật pháp, hiểu biết âm nhạc. Khi nhà Tiền Tần thất bại ở trận Phì Thủy (383), Ý được 17 tuổi. Mộ Dung Thùy tách khỏi Tiền Tần, Ý cùng anh trai Vương Duệ dấy binh chống lại Thùy, nhưng thất bại. Ý ôm vết thương nặng bỏ chạy, cùng gia thuộc thất lạc. Giữa đường gặp con chằm lớn, Ý không thể đi tiếp, chật vật nằm nghỉ trong rừng. Chợt có đứa trẻ mặc áo xanh, cưỡi trâu đi đến, thấy Ý, hỏi: “Ăn chưa?” Ý bảo đói. Đứa trẻ đi, ít lâu sau quay lại, mang theo thức ăn cho ông. Ý ăn xong muốn đi, gặp lúc nước sông dâng cao, chưa biết làm sao. Có con sói trắng đến trước mặt, ngửa lên trời mà kêu, kêu xong ngậm áo Ý, kéo ông cùng sang sông. Đến được bờ bên kia, Ý gặp lại anh trai là Vương Duệ. Mọi người đến Hoạt Đài, được Trạch Liêu giữ lại, dùng làm anh em Ý làm tướng soái. Năm sau, anh em Ý muốn sang miền nam, bèn chạy đi Thái Sơn, Liêu sai kỵ binh đuổi gấp. Trong đêm, anh em Ý chợt thấy lửa đuốc dẫn đường, bèn đi theo, chừng trăm dặm thì trốn thoát.  
Gia đình họ Vương dời sang Đông Tấn vào cuối thời Tấn Hiếu Vũ đế, định cư ở Bành Thành. Do kiêng húy Tấn Tuyên đế Tư Mã Ý, Vương Ý dùng tên tự để gọi mình. Phương bắc coi trọng người cùng họ, xem như cốt nhục, gặp kẻ nào từ xa đến đầu nạp, chẳng ai không dốc sức giúp đỡ; còn kẻ nào không đến, bị cho là bất nghĩa, không được đồng hương chấp nhận. Anh em Ý nghe nói Vương Du nhà Tấn cũng là người Thái Nguyên, bèn đến nương nhờ, nhưng chịu đãi ngộ rất bạc, bèn đi Cô Thục đầu quân cho Hoàn Huyền. Gặp lúc Huyền soán ngôi (403), Ý cùng Phụ quốc tướng quân Trương Sướng trò chuyện, ông nói: “Từ xưa cách mệnh, thành công chẳng phải chỉ 1 họ, nhưng khởi sự lần này, sợ rằng không đủ để nên việc lớn.”  
Vương Duệ ngầm liên kết với Lưu Dụ để chống lại Hoàn Huyền. Ý biết mưu ấy, khuyên anh sớm ra tay, nhưng việc vẫn bị tiết lậu. Duệ bị giết (404), Ý bỏ trốn. Sau khi Lưu Dụ chiếm được Kiến Nghiệp, Ý ra gặp Dụ, được dùng làm Trấn quân Trung binh tham quân.  

## Sự nghiệp
Lưu Dụ bắc phạt nhà Nam Yên (409), lấy Ý làm tiền khu. Ý liên tiếp phá địch, lớn nhỏ hơn 20 trận. Nghĩa quân Lư Tuần áp sát kinh sư (410), quan quân vừa từ phương bắc quay về, hãy còn mệt mỏi, lực lượng có thể tác chiến trong tay Lưu Dụ còn chừng vài nghìn so với hàng chục vạn nghĩa quân,   vì vậy mọi người đề nghị dời đô, Ý nghiêm mặt nói: “Nay thiên tử đang trị vì, minh công (chỉ Lưu Dụ) nhận mệnh giúp đỡ, mới lập công lớn, oai chấn bốn phương. Yêu tặc sổng ra, thừa dịp quân ta viễn chinh, nếu nghe tin thắng trận khải hoàn, thì ắt tự tan rã. Hôm nay nương nhờ chốn dân dã giống như kẻ thất phu, về sau kẻ thất phu phát hiệu lệnh, còn ai nghe theo nữa? Nếu mưu này được thực hiện, xin phép được từ chối không theo.” Lưu Dụ rất đẹp lòng.  
Lưu Dụ chia binh bảo vệ kinh sư, Ý đang giữ hiệu Kiến vũ tướng quân, được phụ trách giữ Việt Thành. Tháng 7 ÂL, nghĩa quân thua chạy về Tầm Dương; Ý đang ở chức Phụ quốc tướng quân, cùng Lưu Chung, Khoái Ân đuổi theo.   Trước đó, Lư Tuần lấy Phạm Sùng Dân soái 5000 người, hơn trăm cỗ cao hạm giữ Nam Lăng. Ý nghe tin Lưu Dụ sắp đem đại quân tiến đánh Lư Tuần, bèn tấn công Nam Lăng. Tháng 11 ÂL, bọn Ý đại phá quân của Sùng Dân, thiêu hủy cao hạm, thu lấy tàn binh. Tháng 12 ÂL, Lưu Dụ đối trận với Lư Tuần ở Lôi Trì, sai Ý đem 200 chiến hạm neo ở hạ du Cát Dương, hòng cắt đứt đường chạy ra biển của nghĩa quân. Quan quân thắng trận, nghĩa chạy về Tầm Dương, Ý xin làm tiền khu. Đôi bên lại đối trận ở Tả Lý, quan quân tiếp tục đại thắng,  Ý công trùm chư tướng, được phong Tân Cam huyện hầu.  
Năm Nghĩa Hi thứ 12 (416), Lưu Dụ bắc phạt Hậu Tần, tiến Ý làm Chinh lỗ tướng quân, gia chức Ký Châu thứ sử, làm Đốc tiền phong chư quân sự. 3 cánh quân của bọn Quan quân tướng quân Đàn Đạo Tế, Long tương tướng quân Vương Trấn Ác hướng đến Lạc Dương, Ninh sóc tướng quân Lưu Tuân Khảo, Kiến vũ tướng quân Thẩm Lâm Tử ra khỏi Thạch Môn, Ninh sóc tướng quân Chu Siêu Thạch, Hồ Phiên hướng đến Bán Thành đều chịu sự chỉ huy của Ý. Riêng Ý soái bọn Long tương tướng quân Chu Mục, Ninh viễn tướng quân Trúc Linh Tú, Nghiêm Cương khơi ngòi Cự Dã, tiến vào Hoàng Hà, rồi tổng thống các cánh quân tiến chiếm Đồng Quan.  
Khi ấy Ý giữ chức Bắc Duyện Châu thứ sử, đánh bại quân Bắc Ngụy ở Lương Thành thuộc Đông Quận, rồi tiến đến Hoạt Đài.  Duyện Châu thứ sử Úy Trì Kiến của Bắc Ngụy đem quân dân dưới quyền bỏ Hoạt Đài chạy sang bờ bên bắc Hoàng Hà, Ý bèn vào thành, đánh tiếng rằng: “Tấn vốn muốn đem 7 vạn xúc vải mượng đường nước Ngụy, không ngờ tướng Ngụy bỏ thành.” Ý giằng co với tướng Ngụy là Ất Chiên Kiến, luôn dùng điệu thấp đối đáp với Kiến, khiến ông ta không tìm được cớ để gây hấn.   Diệt xong Hậu Tần, Ý được làm Thái úy Tư nghị tham quân.  
Lưu Dụ muốn dời đô sang Lạc Dương, mọi người đều cho là phải. Ý nói: “Việc phi thường ắt khiến người bình thường sợ hãi. Nay chinh chiến lâu ngày, binh sĩ muốn về, nên lấy Kiến Nghiệp làm nền móng của vương nghiệp. Đợi quốc gia thống nhất rồi hãy dời đô.” Dụ đồng ý, sai Ý đưa Tần đế Diêu Hoằng về Bành Thành trước.   Lưu Dụ soán ngôi, là Lưu Tống Vũ đế (420), Ý được làm Ký Châu thứ sử, sang năm Vĩnh Sơ thứ 3 (422), được thăng làm Từ Châu thứ sử, gia hiệu Đô đốc.   
Năm Nguyên Gia thứ 2 (425), Ý đang giữ hiệu Tả tướng quân, được tiến làm An bắc tướng quân.  Năm thứ 7 (430), Đáo Ngạn Chi cầm quân bắc phạt, Ý được tham gia. Bắc Ngụy bỏ vùng Hà Nam, quân Tống chiếm được Ti, Duyện, đóng đồn ở bến Linh Xương. mọi người đều mừng, riêng Ý tỏ ra lo lắng: “Giặc hồ tuy nhân nghĩa không đủ, nhưng giảo hoạt có thừa. Nay rút về phía bắc, tập hợp lực lượng, nếu mặt sông kết băng, há chẳng phải nỗi lo của quân ta ư!?” Tháng 10 ÂL, quân Ngụy vượt sông ở bến Ủy Túc, áp sát Kim Dung, quân Tống ở Hổ Lao, Lạc Dương nối nhau bỏ chạy. Ngạn Chi nghe tin mất 2 thành, muốn đốt thuyền chạy bộ, Ý nói: “Lạc Dương đã bại, Hổ Lao không đứng vững được, xảy ra như thế là tất nhiên. Nay giặc cách ta ngàn dặm, Hoạt Đài còn có binh mạnh. Nếu như bỏ thuyền, sĩ tốt ắt tan rã. Hãy xuôi sông Tế đến cửa hang Mã Nhĩ, mới nắm được tình hình.” Ngạn Chi không nghe, nên quân Tống vào Lịch Thành ở bờ nam sông Tế, đốt thuyền bỏ giáp, rút về Bành Thành. Chiến dịch thất bại, Ý cùng Ngạn Chi bị miễn quan, chịu vào ngục. Sau đó Ý theo Đàn Đạo Tế cứu viện Hoạt Đài, hết lương nên phải về. Từ đây nhà Lưu Tống mất hẳn vùng Hà Nam.  

## Cuối đời
Năm thứ 9 (432), Ý đang giữ hàm Thượng thư, được ra làm Trấn bắc tướng quân, Từ Châu thứ sử. Năm thứ 10 (433), Ý được gia lĩnh chức Duyện Châu thứ sử. Đây là lần thứ 3 Ý giữ chức ở Từ Châu, oai đức nổi bật tại Bành Thành. Ý dựng chùa thờ Phật, đặt tượng sói trắng, đứa trẻ trong tháp, để ghi nhớ cuộc gặp gỡ tại bờ bắc Hoàng Hà.   
Năm thứ 13 (436), Ý được tiến hiệu Trấn bắc đại tướng quân. Ngày Tân mão tháng 5 ÂL năm thứ 15 (5/7/438), Ý mất, được đặt thụy là Hoàn hầu.   
Con là Vương Chánh Tuần hay Chánh Tu được kế tự, bị đứa ở trong nhà sát hại.  